# NGC 7340
NGC 7340 је елиптична галаксија у сазвежђу Пегаз која се налази на NGC листи објеката дубоког неба.
Деклинација објекта је + 34° 24' 38" а ректасцензија 22h 37m 44,1s. Привидна величина (магнитуда) објекта NGC 7340 износи 13,9 а фотографска магнитуда 14,9. NGC 7340 је још познат и под ознакама MCG 6-49-52, CGCG 514-75, NPM1G +34.0452, PGC 69362.